# Billy Magnussen
William Gregory Magnussen (n. 20 aprilie 1985, New York City, New York, SUA) este un actor american de teatru, televiziune și film. Este cel mai cunoscut pentru Into the Woods (2014), Birth of the Dragon (2016) și Game Night (2018).

## Filmografie
| An   | Titlu                                   | Rol               | Note           |
| ---- | --------------------------------------- | ----------------- | -------------- |
| 2008 | The Elephant Garden                     | Michael           | Scurtmetraj    |
| 2009 | Happy Tears                             | Ray               |                |
| 2009 | Lalo                                    | Bike messenger    | Scurtmetraj    |
| 2009 | Blood Night: The Legend of Mary Hatchet | Eric              |                |
| 2010 | Twelve                                  | Claude Kenton     |                |
| 2011 | Choose                                  | Paul              |                |
| 2011 | Damsels in Distress                     | Thor              |                |
| 2012 | Surviving Family                        | Alex D'Amico      |                |
| 2012 | The Brass Teapot                        | Arnie             |                |
| 2012 | 2nd Serve                               | Lingo             |                |
| 2013 | The East                                | Porty McCabe      |                |
| 2013 | Walking Stories                         | Chip              | Scurtmetraj    |
| 2014 | A Mighty Nice Man                       | Robbie            | Scurtmetraj    |
| 2014 | Revenge of the Green Dragons            | Detectiv Boyer    |                |
| 2014 | Into the Woods                          | Rapunzel's Prince |                |
| 2015 | I Smile Back                            | Zach              |                |
| 2015 | The Meddler                             | Ben               |                |
| 2015 | Bridge of Spies                         | Doug Forrester    |                |
| 2015 | The Great Gilly Hopkins                 | Ellis             |                |
| 2015 | The Big Short                           | Mortgage broker   |                |
| 2016 | Birth of the Dragon                     | Steve McKee       |                |
| 2017 | Ingrid Goes West                        | Nicky Sloane      |                |
| 2018 | Game Night                              | Ryan Huddle       |                |
| 2018 | The Oath                                | Mason             |                |
| 2019 | Aladdin                                 | Prince Anders     | Post-producție |
| 2019 | Velvet Buzzsaw                          | Bryson            | completat      |

| An        | Titlu                                             | Rol                                  | Note                                              |
| --------- | ------------------------------------------------- | ------------------------------------ | ------------------------------------------------- |
| 2008–2010 | As the World Turns                                | Casey Hughes                         | Durată rol: 29 ianuarie 2008 – 17 septembrie 2010 |
| 2008      | Law & Order                                       | Cody Larson                          | Episodul: "Sweetie"                               |
| 2009      | The Unusuals                                      | Bo Keebler                           | Episodul: "The Dentist"                           |
| 2009      | The Beautiful Life: TBL                           | Alex Marinelli                       | 3 episoade                                        |
| 2010      | NCIS: Los Angeles                                 | Cpl Allen Reed                       | Episodul: "Borderline"                            |
| 2011      | The Lost Valentine                                | Neil Thomas                          | Film TV                                           |
| 2011      | In Plain Sight                                    | Jonathan Collins / Yonni Peterschwim | Episodul: "Something A-mish"                      |
| 2011      | Law & Order: Criminal Intent                      | Marc Landry                          | Episodul: "Icarus"                                |
| 2012      | Blue Bloods                                       | Rand Hilbert                         | Episodul: "Collateral Damage"                     |
| 2012      | CSI: Crime Scene Investigation                    | Det. Michael Crenshaw                | 2 episoade                                        |
| 2012      | Boardwalk Empire                                  | Roger McAllister                     | 2 episoade                                        |
| 2013      | Your Pretty Face Is Going to Hell                 | Spencer                              | Episodul: "Schmickler83!"                         |
| 2014      | It Could Be Worse                                 | Competition                          | Serial Web; episodul: "Uncharted Territory"       |
| 2014      | The Leftovers                                     | Marcus                               | Episodul: "Guest"                                 |
| 2014      | The Divide                                        | Eric Zale                            | 4 episoade                                        |
| 2015      | The Good Wife                                     | Chris Fife                           | Episodul: "Open Source"                           |
| 2016      | The People v. O. J. Simpson: American Crime Story | Kato Kaelin                          | 3 episoade                                        |
| 2017      | Unbreakable Kimmy Schmidt                         | Russ Snyder                          | 2 episoade                                        |
| 2017      | Friends from College                              | Sean                                 | Episodul: "All-Nighter"                           |
| 2017      | Get Shorty                                        | Nathan Hill                          | 6 episoade                                        |
| 2017      | Black Mirror                                      | Valdack                              | Episodul: "USS Callister"                         |
| 2018      | The Bold Type                                     | Billy Jeffries                       | Episodul: "Trippin"                               |
| 2018      | Maniac                                            | Jed Milgrim / Grimsson               | Rol secundar                                      |
| 2018–2019 | Tell Me a Story                                   | Joshua/Nick Sullivan                 | Rol principal                                     |

| An   | Titlu                               | Rol    | Note                 |
| ---- | ----------------------------------- | ------ | -------------------- |
| 2007 | The Ritz                            | Patron | De asemenea, dublură |
| 2013 | Vanya and Sonia and Masha and Spike | Spike  |                      |
| 2014 | Sex With Strangers                  | Ethan  |                      |

### Premii
| Premiu                         | Data ceremoniei   | Categorie     | Primitor(i) și Nominalizări | Rezultat | Ref(s)      |
| ------------------------------ | ----------------- | ------------- | --------------------------- | -------- | ----------- |
| San Diego Film Critics Society | 10 decembrie 2018 | Best Ensemble | Distribuția                 | Câștigat | [ 5 ] [ 6 ] |